# Active Shooter
Active Shooter é um vídeo-jogo de tiro em primeira pessoa desenvolvido pelo desenvolvedor russo Anton Makarevskiy e o publicador Ata Berdyeb, sob os nome Revived Games e Acid Publishing Group. Inicialmente estava agendado para ser lançada a 6 de janeiro de 2018 na Steam. Depois da Valve remover o publicador da plataforma, o desenvolvedor lançou o jogo independentemente como um título de acesso antecipado.

## Jogabilidade
O jogo retrata um tiroteio escolar, e permite aos jogadores ter o papel do atirador ativo (referido como o "atacante" no ecrã inicial), de um membro da SWAT a responder ao evento, ou um civil que pode escolher fugir do tiroteio ou lutar contra o atirador. No papel do atacante, os jogadores podem escolher atacar com armas, granadas, ou facas, e o número de mortes de civis, guardas, e polícia são contadas no ecrã.

## Controvérsia
Active Shooter atraiu atenção depois da sua página da loja na Steam ser publicada em maio de 2018, com os pais das vítimas do Massacre na Stoneman Douglas High School fazer uma campanha contra o jogo online. Uma petição online atraiu 100.000 assinaturas pela altura do cancelamento do jogo.
A 29 de maio, emergiu que a Revived Games e Acid Publishing Group eram os nomes comerciais de Anton Makarevskiy e Ata Berdyev, este último que tinha sido anteriormente removido da Steam pela Valve por violação de direitos autorais depois da publicação de uma paródia de Rick and Morty chamada Piccled Ricc. A empresa mais tarde anunciou que Revived Games e Acid Publishing Group seriam removidos da plataforma Steam. Um porta-voz disse a Matthew Gault do Motherboard que Berdyev é "um troll, com uma história de abuso de clientes, publicação de material protegido por direitos autorais, e manipulação de avaliações de usuários". Numa publicação subsequente num blog, Acid Software argumentou que a Steam tinha mantido outros jogos com foco em violência e homicídio, dando exemplos de Hatred, Postal, e Carmmageddon.
Depois da reação da mídia ao jogo, Valve sugeriu uma avaliação mais ampla das políticas de conteúdo teria lugar "em breve". Valve publicou esta política atualizada a 6 de junho de 2018, que dizia que eles iriam permitir qualquer conteúdo na Steam desde que não fosse ilegal, ou se o conteúdo fosse "trolling". Doug Lombardi da Valve usou Active Shooter como um exemplo de tal trolling, em que o jogo estava "desenvolvido para fazer nada mas gerar controvérsia e cause conflito pela sua existência", e até se outro desenvolvedor, sem história de abusar da Steam como eles viram com Berdyev, tivesse lançado o mesmo título, eles teriam removido o jogo à mesma pela sua natureza de trolling.
Mais tarde em junho de 2018, o Paypal fechou a conta de Acid Software, citando que o jogo violava a sua Política de Uso Aceitável. Indiegogo também largou o título do seu serviço à volta do mesmo tempo. Os websites dos desenvolvedores para o jogo foram encerrados pelo Bluehost depois da petição de Sandy Hook Promise.